# Georges Van Coningsloo
Georges Van Coningsloo (Wavre, 27 de octubre de 1940-Grez-Doiceau, 7 de abril de 2002) fue un ciclista belga, que fue profesional entre 1963 y 1974. Durante su carrera consiguió más de 30 victorias, siendo las más destacadas la París-Bruselas y la Burdeos-París.
Es el padre del también ciclista Olivier Van Coningsloo.

## Palmarés
- 1963
  - 1º en la Bruselas-Verviers
  - 1º en la Poly de Lyon
- 1964
  - 1º en la París-Bruselas
  - 1º en los Boucles de Roquevaire
- 1965
  - 1º en la Omloop van het Leiedal
  - 1º en la Tour a Limburgo
  - 1º en el Gran Premio de Fourmies
  - Vencedor de una etapa de la París-Niza
  - Vencedor de una etapa de la Dauphiné Libéré
  - Vencedor de una etapa de la Vuelta en Bélgica
- 1967
  - 1º en la Burdeos-París
- 1969
  - Vencedor de una etapa del Tour del Oise
- 1971
  - 1º en el Gran Premio Pino Cerami
- 1972
  - 1º en la Flecha Hesbignonne
- 1973
  - 1º en el Circuito de Tournaisis

### Resultados al Tour de Francia
- 1964. Abandona (7.ª etapa)
- 1965. Abandona (11.ª etapa)
- 1966. Abandona (17.ª etapa)